# Contrato didático
Contrato didático trata-se de um conjunto de regras implícitas ou explicitas que regem as responsabilidades daqueles envolvidos nos processos de ensino e de aprendizagem.